# Baldosa encáustica

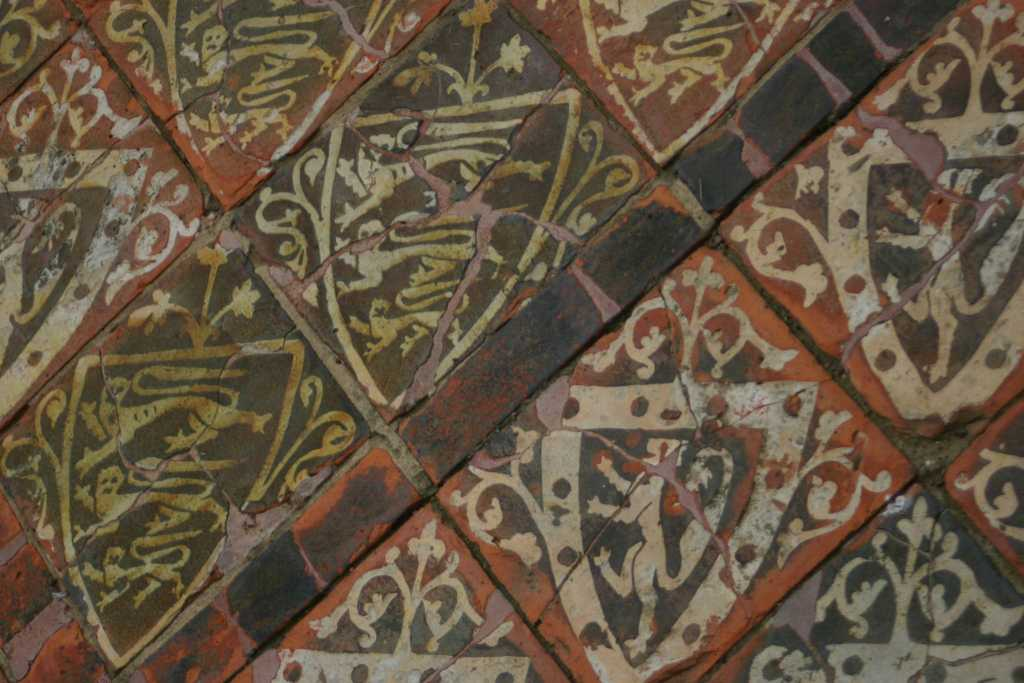
Baldosas encáusticas medievales de la abadía de Cleeve, Inglaterra

Las baldosas encáusticas son un tipo de azulejos fabricados con una cerámica en la que el patrón o imagen que aparece sobre la superficie está formado utilizando arcilla de diferentes colores, en lugar de estar pintado con esmalte. Suelen ser de dos colores, aunque en algunos casos pueden estar compuestas hasta por seis. El patrón está incrustado en el cuerpo de la baldosa, de modo que el diseño permanece aunque se vaya desgastando su superficie. Las baldosas encáusticas pueden ser vidriadas o no vidriadas y la incrustación puede ser tan superficial como de 1/8 de pulgada (3 mm), como suele ser en el caso de las baldosas encáusticas "impresas" de la última época medieval, o hasta de un cuarto de pulgada.

## Historia

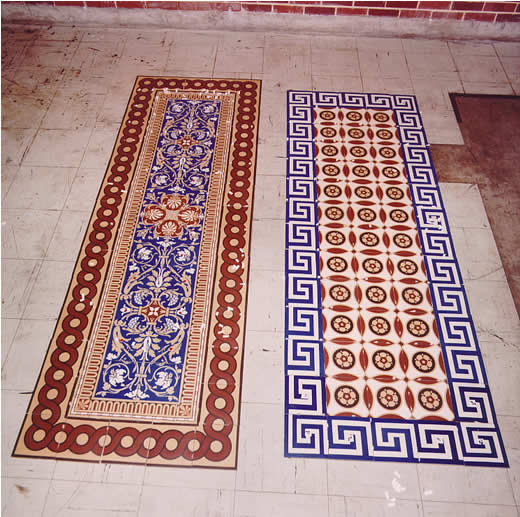
Azulejos de encáustica Minton en el Capitolio de los Estados Unidos

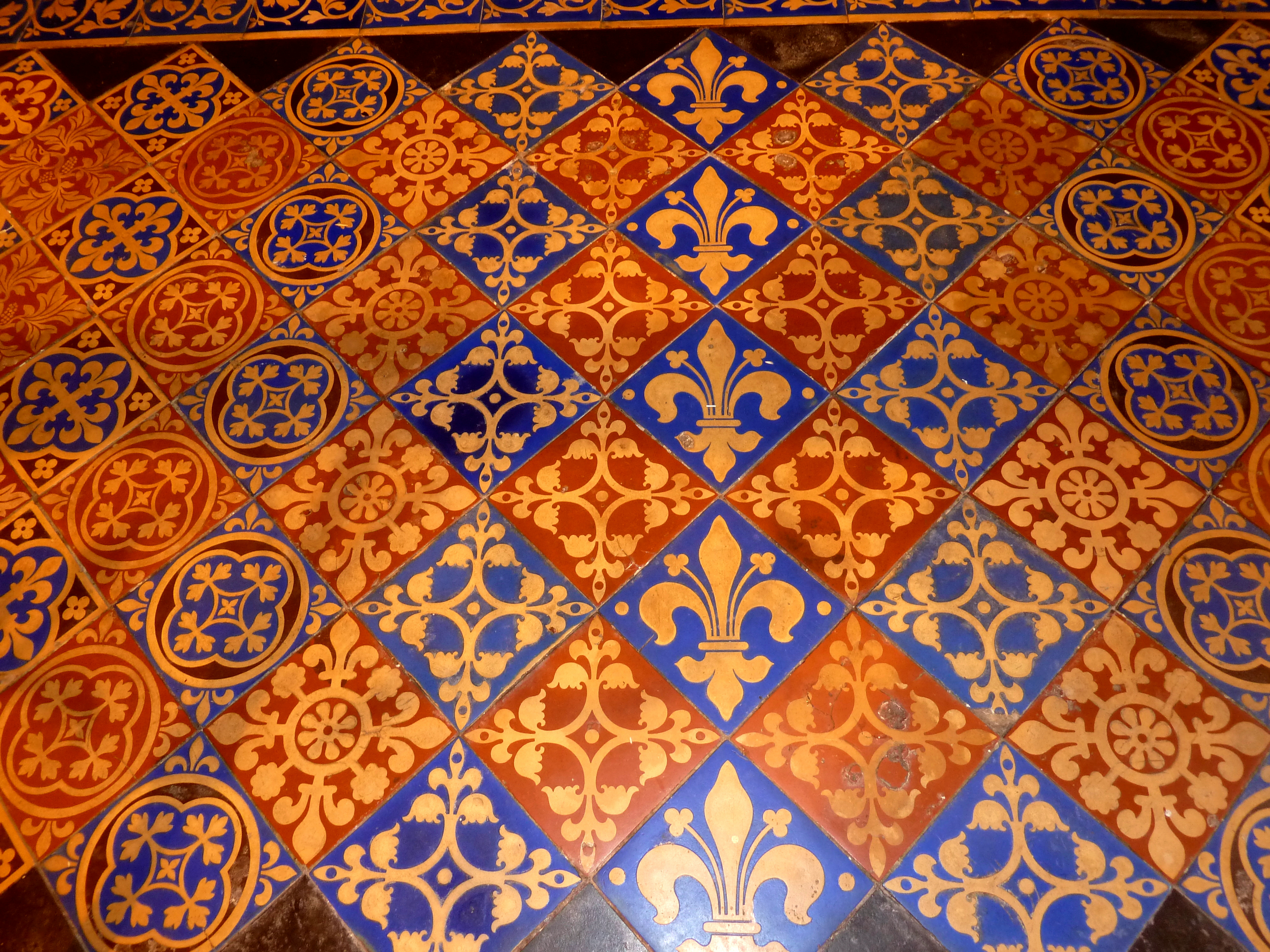
Azulejos utilizados en el estilo neogótico victoriano inglés

Las denominadas "baldosas encáusticas" en la época victoriana, se llamaban originalmente "baldosas con incrustaciones" durante el período medieval. El uso de la palabra "encáustica" para describir un azulejo con incrustaciones de dos o más colores es lingüísticamente incorrecto. La palabra encáustica, en griego antiguo: ἐγκαυστικός, significa "ardiendo", de ἐν en, "en" y καίειν kaiein, "quemar". El término describía originalmente un proceso de pintura con colores a base de cera de abeja que se fijaba con calor. También se aplicó a un proceso de esmaltado medieval. El término no se utilizó para describir baldosas hasta el siglo XIX. Supuestamente, los victorianos pensaron que los azulejos de dos colores se parecían mucho al trabajo de esmalte y los llamaron encáusticos. A pesar del error, el término ha sido de uso común durante tanto tiempo que es un nombre aceptado para el trabajo de baldosas con incrustaciones.
Las baldosas encáusticas o con incrustaciones gozaron de dos períodos de gran popularidad. El primero llegó en el siglo XIII y duró hasta la reforma de Enrique VIII en el siglo XVI.
El segundo se produjo durante la época de auge del estilo neogótico, cuando los azulejos llamaron la atención de los artesanos, que después de numerosos ensayos de prueba y error produjeron estos azulejos en masa y los pusieron a disposición del público en general. Durante ambos períodos, estas baldosas se fabricaron en Europa occidental, aunque el principal centro de la producción se encontraba en Inglaterra. Las empresas en los Estados Unidos también fabricaron baldosas encáusticas durante el período del estilo arquitectónico neogótico. La American Encaustic Tiling Company de Zanesville, Ohio, estuvo activa hasta 1935. Sin embargo, en la década de 1930, las baldosas encáusticas comenzaron a perder terreno frente a las baldosas vidriadas o esmaltadas, más asequibles.

## Fabricación

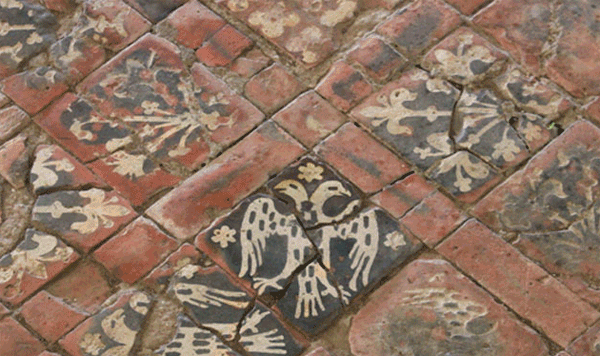
Baldosa encáustica Medieval, Inglaterra - Cleeve Abbey Cedido por [https://crafted-tiles.com Crafted Tiles

La losas fabricadas en el medievo se componían de dos o más tipos de arcillas con colores diferentes para formar un dibujo.
Éstas losas normalmente se producían en monasterios y eran un tipo de arte muy reconocido y valioso.
Las baldosas encáusticas modernas utilizan un proceso de moldeado de dos pasos. El color de la 'incrustación' se moldea primero. Para varios colores, se utiliza un molde con cavidades para cada uno, que se rellenan cuidadosamente. Esta arcilla coloreada se coloca boca abajo en un molde que a su vez se rellena con la masa del color del fondo. A continuación, se hornean las baldosas.
La fabricación de baldosas de arcilla encáusticas se puede ver hoy en el Jackfield Tile Museum, uno de los museos de la garganta de Ironbridge.

## Uso
Tanto en la época medieval como en el periodo de la corriente neogótica de los siglos XIX y XX, las baldosas se fabricaban frecuentemente para ser colocadas en las iglesias. Incluso los azulejos utilizados en casas particulares, a menudo eran copias de los que se encontraban en entornos religiosos. Existen ejemplos de suelos confeccionados con baldosas encáusticas en toda Europa y América del Norte, pero son más frecuentes en Inglaterra, donde se fabricó la mayor cantidad de baldosas con incrustaciones. 